# Diviziunea Centrală

Harta Diviziunii Centrale.

Diviziunea Centrală este una din cele patru diviziuni teritoriale din insulele Fiji. Este împărțită la rândul ei în cinci provincii: Naitasiri, Namosi, Rewa, Serua și Tailevu. Capitala diviziunii este Suva, care este și capitala țării. Geografic, diviziunea este formată în partea estică de Viti Levu, cea mai mare insulă din Fiji și mai multe insule mici, între care și Beqa.